# Asceua similis
Asceua similis là một loài nhện trong họ Zodariidae.
Loài này thuộc chi Asceua. Asceua similis được Da-xiang Song & Joo-Pil Kim miêu tả năm 1997.